# Dernières balises (avant mutation)
Albums de Hubert-Félix Thiéfaine
De l'amour, de l'art ou du cochon ?
(1980) Soleil cherche futur
(1982)
Singles
1. Narcise 81 / Mathématiques souterraines
Sortie : 1981

Dernières balises (avant mutation) est le quatrième album studio d'Hubert-Félix Thiéfaine, sorti en 1981.

## Historique
Bien qu'il soit toujours enregistré avec l'ensemble folk du groupe Machin, le disque, comme son titre l'indique, est voulu comme une rupture dans la direction musicale de l'artiste. Premier disque résolument rock, la collaboration avec le guitariste Claude Mairet introduit un son plus violent ; tandis que les textes du chanteur se font moins humoristiques que par le passé. L'album rencontre assez vite un grand succès et devient disque d'or en quelques mois,.
La pochette de l'album a été réalisée par Docteur Faust (Max Ruiz et Anne Carlier).

## Réception

### Commerciale
Le 28 janvier 1983, dans le cadre du Midem de Cannes, un disque d'or est remis à Hubert-Félix Thiéfaine pour cet album, sur le stand Disc'AZ.
Cet album sera certifié double disque d'or en 1989 pour 200 000 exemplaires vendus.

### Critique
Selon l'édition française du magazine Rolling Stone, cet album est le 48e meilleur album de rock français.

## Pistes
Tous les titres sont signés H.-F. Thiéfaine/H.-F. Thiéfaine sauf mentionné.
| No  | Titre                        | Auteur                    | Durée |
| --- | ---------------------------- | ------------------------- | ----- |
| 1.  | 113e cigarette sans dormir   |                           | 4:30  |
| 2.  | Narcisse 81                  | H.-F. Thiéfaine/C. Mairet | 3:25  |
| 3.  | Mathématiques souterraines   |                           | 5:22  |
| 4.  | Taxiphonant d'un pack de Kro |                           | 3:35  |
| 5.  | Scènes de panique tranquille |                           | 0:57  |
| 6.  | Cabaret sainte Lilith        | H.-F. Thiéfaine/C. Mairet | 5:46  |
| 7.  | Photographie-tendresse       | H.-F. Thiéfaine/C. Mairet | 0:49  |
| 8.  | Une fille au rhésus négatif  | H.-F. Thiéfaine/C. Mairet | 3:24  |
| 9.  | Exil sur planète-fantôme     |                           | 3:50  |
| 10. | Redescente climatisée        |                           | 4:57  |

## Crédits
- Chant, guitares, chœurs : Hubert-Félix Thiéfaine
- Guitares, basse, chœurs : Claude Mairet
- Harmonica, saxophone, guitares : Jean-Pierre Robert
- Claviers, piano : Gilles Kusmerück
- Basse, guitares, chœurs : Tony Carbonare
- Batterie, percussions, trompette : Jean-Paul Simonin
- Chœurs : Carole Fredericks, Anne Calvert, Yvonne Jones, Chantal Piot, Anita Bonan
- Percussions : Alain Douieb
- Trombone : Alain Lasibille
- Contrebasse : Bernard Chalon

## Certifications
| Pays   | Ventes    | Certification | Date |
| ------ | --------- | ------------- | ---- |
| France | 200 000 + | 2 × Or        | 1989 |